# Gallaecia

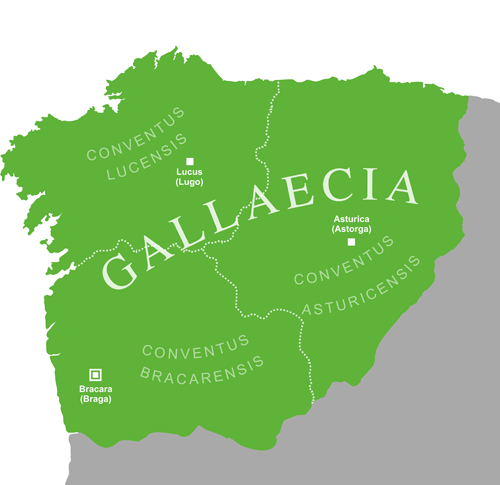
La provincia romana de Gallaecia bajo Diocleciano.

Gallaecia fue originalmente el nombre con el que los romanos identificaron al territorio situado en el extremo noroccidental de la península ibérica, una provincia romana que abarcaba los territorios de la actual comunidad autónoma de Galicia, norte de Portugal y el territorio de las actuales provincias de León, Zamora y la comunidad autónoma de Asturias, habitado por pueblos indoeuropeos de lengua céltica denominados galaicos (gallaeci), al oeste, y astures al este. Años después de la culminación de la conquista romana, con la nueva división administrativa de Diocleciano, estuvo formada por los conventos Lucensis, Bracarensis y Asturicensis. Con el tiempo, en el siglo IV, la Gallaecia llegó a incluir el antiguo conventus Cluniensis, abarcando así todo el norte de Hispania.
El Reino suevo fue fundado por el pueblo germánico de los suevos en la primera mitad del siglo V en esta provincia del Imperio romano de Occidente, tras haber penetrado en la península ibérica junto con vándalos y alanos en el 409. Independientemente de la evolución territorial asociada al nombre de Gallaecia, éste acabaría por derivar en lengua española hasta nombrar la actual Galicia, a pesar de no corresponderse exactamente al antiguo territorio romano.

## Periodo romano
Al acabar las guerras cántabras y ser sometido todo el Norte, se incorporó con parte de los nuevos territorios a la provincia de Lusitania Ulterior, para pasar más tarde, en una fecha sin precisar, a la Tarraconense. En ese momento, la Gallaecia estaba formada por dos circunscripciones: los conventus Lucensis y Bracarensis, con sus respectivas capitales en Lucus Augusti y Bracara Augusta. 
En 214 Antonino Caracalla creó la provincia Hispania nova citerior Antoniniana por división de la Tarraconense. Esto supondrá que a los dos conventos galaicos se le añadió un tercero, el Asturicensis, con capital en Asturica Augusta. A mediados del siglo IV la ya provincia Gallaecia vería de nuevo incrementado su territorio con un nuevo convento, el Cluniacensis, con capital en Clunia Sulpicia.
A comienzos del siglo V la Gallaecia fue ocupada por los suevos y los alanos a pesar de la resistencia de sus habitantes. Estos bárbaros establecieron reinos en territorio romano a través de pactos con el poder imperial. El rey suevo Hermerico firmó un foedus con el Imperio, mediante el cual se convertía en federado de Roma, ocupando la provincia de Gallaecia y aceptando al Emperador como su superior (411). La parte occidental de la Gallaecia fue para los suevos, en tanto que la oriental correspondió a los alanos, dirigidos por su rey Gunderico. Enfrentados ambos, Hermerico fue derrotado por los alanos en los montes Nervasos, en la actual provincia de León.
Con ello, la antigua Gallaecia llegó a su fin. En pocos años, el reino suevo quedaría restringido a la Galicia actual, el norte de Portugal y extremo occidental de León, en tanto que el resto del territorio quedó bajo dominio visigodo o de las propias élites hispanorromanas (tal es el caso de la costa cantábrica hasta la conquista visigoda en tiempos de Leovigildo).

## Gobernadores de la provincia de la Gallaecia

### Precedentes

#### Provincia Transduriana
Como su nombre indica, abarcaba los territorios más allá (al norte) del río Duero. Documentada en 15 a. C., se acaba integrando en la Hispania Citerior
- Entre 16 a.C. y 13 a.C. Lucius Sestius Quirinalis Albinianus (legado de Augusto)

#### Provincia de Hispania Superior (oCallaecia)
Abarcaba los conventos de Bracara Augusta (Braga) y Lucus Augusti (Lugo), provincia separada de la Hispania Citerior en la división territorial de Caracalla (211-235), tras este corto espacio de tiempo se reintegró de nuevo en ella.
- 227-? Caius Servilius Diodorus  (procurador y posible gobernador)

### Provincia de Gallaecia
- (mencionado en 298) Astasius Fortunatus (dudoso)
- (en tiempos de Constantino I, entre 312 y 324) Aemilius Maximus
- hacia 348 Aconius Catullinus Philomathius

## Sociedad en la Gallaecia antigua

Límites de la Gallaecia tras la división provincial de Diocleciano en 298.

La cohesión social y territorial de la cultura castreña explica la extraordinaria resistencia de los galaicos a la dominación romana, que se prolongó durante más de un siglo cuando esta ya se extendía por el resto de la Hispania. Así lo constatan diversas crónicas, como las de Orosio, que cuenta cómo en el año 137 a. C., el Praetor Décimo Junio Bruto Galaico inició una campaña de castigo debido a las continuas incursiones bélicas y de saqueo celtas en el área romana lusitana. Por esta campaña, en la que hubo de enfrentarse con 60 000 gallaicoi en el río Duero, volvió a Roma convertido en héroe, por lo que fue llamado Gallaicus. En ese mismo año, las legiones romanas llegarían al río Limia, que al identificarlo al río Lethes de la mitología romana, sólo pudo ser cruzado cuando el Praetor llamó por sus nombres a sus soldados para demostrar que no había perdido la memoria. El avance hacia el norte se detendría al año siguiente al llegar al río Miño, donde los gallaicoi provocaron el repliegue romano hacia el sur.
La situación se mantendría durante los siguientes cien años, sin que las esporádicas expediciones romanas consiguieran internarse más en territorio galaico, siendo la única significativa la de Publio Licinio Craso del 96-94 a. C. Sin embargo, en el 73 a. C. Quinto Sertorio es derrotado, de forma que la región al norte del río Tajo recupera su independencia. La situación seguiría así hasta que diez años después Julio César es designado Propraetor de la Hispania Ulterior. En el año 61 a. C. retoma el avance hacia el norte, penetrando en la región lusitana situada entre los ríos Tajo y Duero, y de forma personal conduce una incursión marítima que arribaría a Brigantium. No obstante, el interior del territorio galaico continúa una resistencia que se recrudece en su última etapa durante la campaña de César Augusto entre los años 39 al 24 a. C., de la que sería su exponente más significativo la batalla del Monte Medulio. Esto impediría la declaración de la Pax Romana hasta el año 23 a. C., si bien la resistencia proseguiría en las áreas fronterizas astures y cántabras hasta el 19 a. C.
Una vez finalizados los enfrentamientos bélicos, comenzó una fructífera romanización que se prolongaría durante los siguientes cuatro siglos, iniciándose oficialmente entre los años 64 y 70 cuando Vespasiano convierte en pueblo romano a los 451 000 gallaicoi. De esta forma, los castros se transformarían en las villae y la población incorporaría las nuevas tecnologías, como la arquitectura, la agricultura basada en el arado, el Derecho romano o la minería. En este último aspecto cabe destacar el sistema de extracción de metales denominado ruina montium, que consistía en excavar túneles en los montes, por los que se introducía de golpe el agua de embalses preparados al efecto, reventando el monte y rescatando aguas abajo los minerales valiosos (específicamente, el oro). Los efectos de esta clase de minería aun son visibles en Las Médulas (León).
La cohesión social y territorial definida por los celtas en el territorio galaico se mantendría durante toda la romanización. Una importante aportación, que contribuiría a definir la posterior división territorial, sería la infraestructura viaria compuesta de puentes y calzadas utilizada para los desplazamientos de tropas y el transporte de mercancías. A lo largo de estas vías había mansiones y estaciones de descanso para las tropas, que fueron el origen de numerosas villas que han llegado hasta nuestros días. Si bien existían otras vías secundarias, las principales eran cuatro –numeradas como XVII a XX en el itinerario de Caracalla– y enlazaban las ciudades fundadas por Augusto con el resto de los dominios romanos. Estas tres ciudades, Lucus Augusti (Lugo), Bracara Augusta (Braga) y Asturica Augusta (Astorga), pasarían a ser la cabecera de los tres 'conventus' (Lucensis, Bracarensis y Asturicensis, respectivamente), que con la reforma de Diocleciano del año 298 quedarían unificados bajo una única provincia segregada de la Tarraconensis: Gallaecia. Así pues, fue durante esta época cuando la Gallaecia alcanzó sus máximas fronteras, llegando por el oriente hasta las fuentes del río Ebro. 
La romanización de la cultura galaica se produjo también en la lengua y la religión, si bien de forma inversa. Aunque en la lengua el sustrato céltico original acabaría disolviéndose en el latín, se mantuvieron las raíces de topónimos y antropónimos. En el caso de la religión, el fenómeno fue el contrario.

## Gallaecia en la Alta Edad Media
Tras la desaparición del Imperio Romano el nombre de Gallaecia siguió aplicándose al cuadrante noroeste de la península ibérica durante los primeros siglos de la Alta Edad Media. Ello quedó muy patente sobre todo en los escritos de los historiadores del Califato de Córdoba. Igualmente las crónicas escandinavas y las referencias documentales del Imperio carolingio usan esta denominación para este territorio, gobernado en buena parte de él por el Reino de Asturias y, luego, el Reino de León.
Del nombre de Gallaecia surgirá el nombre de Galicia para referirse a una parte de él, coexistiendo y a veces confundiéndose. Por ello, pese a ser su evolución etimológica, el Reino de Galicia es una realidad diferente a Gallaecia.